# Lei de Gérson
Lei de Gérson é uma expressão popular que se originou de uma campanha publicitária de 1976, onde o ex-jogador da Seleção Brasileira de Futebol de 1970, Gérson, era associado ao conceito de "levar vantagem". 
O termo é associado ao conceito de que se deve beneficiar às custas dos outros de forma antiética, popularmente conhecido como malandragem, e também é associado à corrupção. Nos anos 1980, com o fim do AI-5, os meios de comunicação em massa brasileiros começaram a divulgar notícias sobre corrupção na política brasileira e a população começou a utilizar o termo.

## Origem
A expressão vem de uma campanha publicitária da marca de cigarros Vila Rica, O garoto-propaganda do comercial era Gérson, jogador da Seleção Brasileira de Futebol e campeão da Copa do Mundo de 1970. Nessas propagandas, a imagem de Gérson e o cigarro sempre eram associadas ao conceito de levar vantagem.
A criação do termo é atribuída ao jornalista Maurício Dias, no ano de 1988, durante uma entrevista com Jurandir Freire Costa sobre o seu artigo "Narcisismo em tempos sombrios", onde o jornalista associou a ideia de "levar vantagem em tudo" à campanha publicitária, nomeando-a como se fosse uma lei científica, como as Leis de Newton.

## Consequências
Anos depois, Gérson se arrepende de ter feito a campanha publicitária devido a ter sua imagem associada a um comportamento negativo. 
José Monserrat Filho, diretor do comercial televisivo, sustenta que o público fez uma interpretação errônea do seu vídeo: "Houve um erro de interpretação, o pessoal começou a entender como ser malandro. No segundo anúncio dizíamos: levar vantagem não é passar ninguém para trás, é chegar na frente, mas essa frase não ficou, a sabedoria popular usa o que lhe interessa". 